# Михайловка (Александровськ-Сахалінський район)
Миха́йловка (рос. Михайловка) — село у складі Александровськ-Сахалінського району Хабаровського краю, Росія.

## Населення
Населення — 330 осіб (2010; 383 у 2002).
Національний склад (станом на 2002 рік):
- росіяни — 96 %